# Daniel Tjernström
Leif Daniel Tjernström (n. Karlskoga, Suecia, 19 de febrero de 1974) es un exfutbolista sueco. Mediocampista, fue seleccionado sueco solo en una oportunidad y es plenamente identificado con el club de la capital sueca, no solo por haber jugado más de 300 partidos con la camiseta del equipo de Estocolmo.

## Clubes
| Club         | País   | Año         |
| ------------ | ------ | ----------- |
| KB Karlskoga | Suecia | 1988 - 1992 |
| Degerfors IF | Suecia | 1993 - 1995 |
| Örebro SK    | Suecia | 1996 - 1998 |
| AIK          | Suecia | 1999 - 2013 |